# 南昌车务段

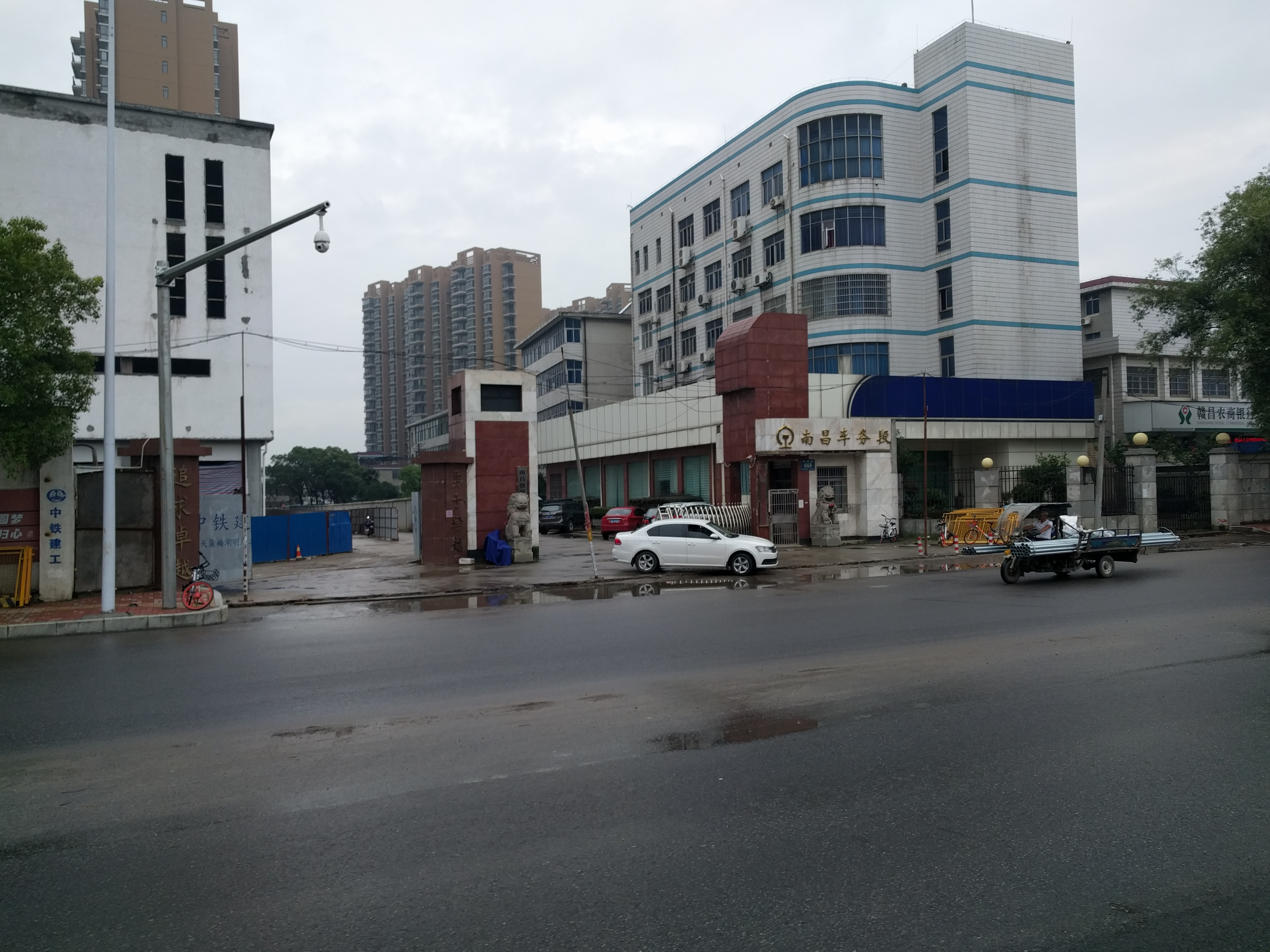
南昌车务段大门

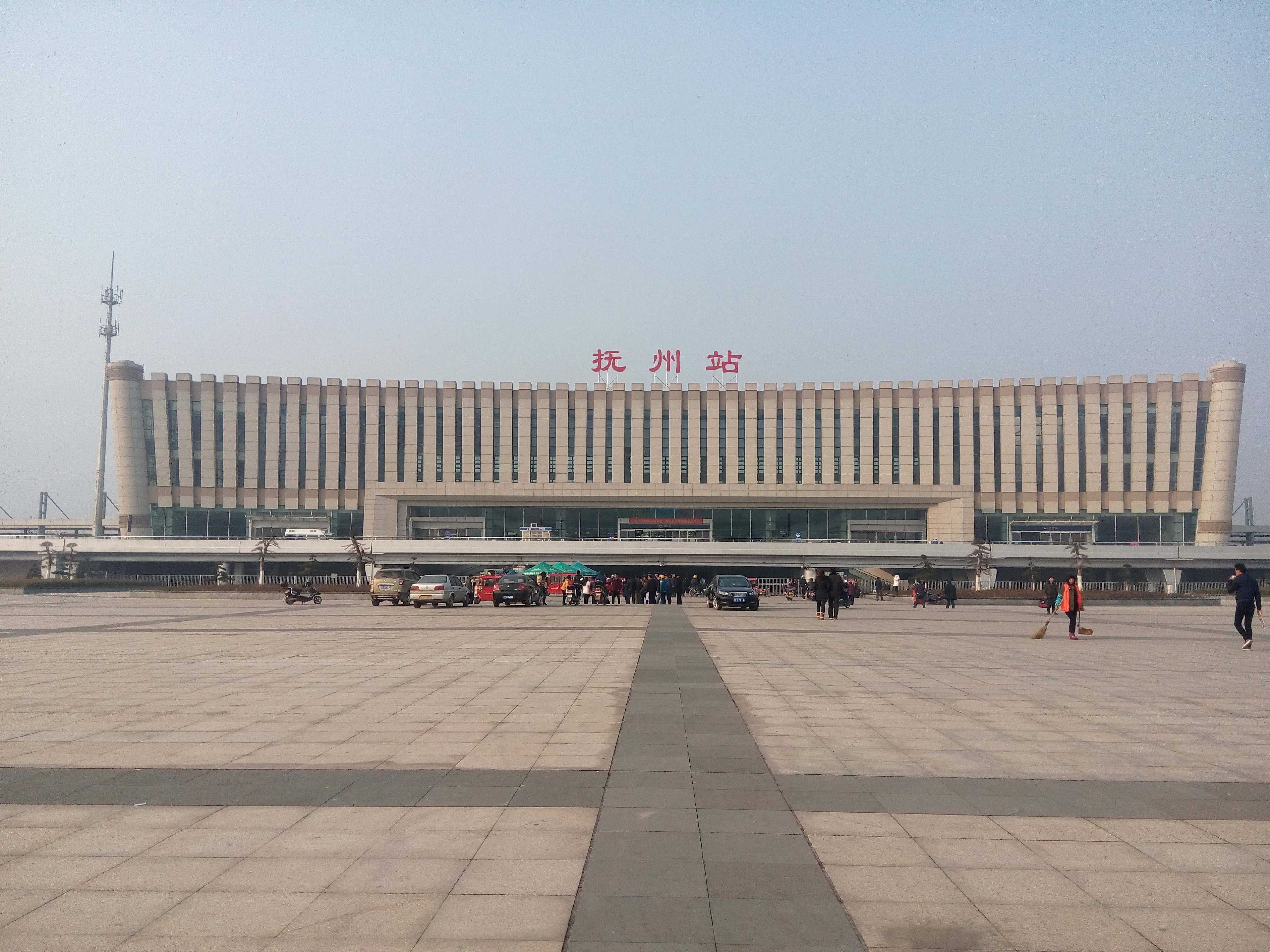
南昌车务段管辖的车站之一抚州车站

南昌车务段是南昌局集团的一个直属段，总部位于江西省南昌市青云谱区青云谱镇南莲路668号，在青云谱站附近。

## 历史
- 2006年3月20日18时撤销南昌车务段管辖的车站分别并入宜春车务段、上饶车务段、赣州车务段、南昌南直属站、九江西直属站[1][2][3]。
- 2010年12月1日南昌车务段再次成立。
- 2012年年底管辖37个车站，分布在京九、沪昆干线，向乐、张塘、 张建、丰洛支线[4]。
- 2013年9月26日昌福铁路通车，江西段新建车站除了南昌西站以外均归南昌车务段管辖，铁路正式名称为昌福线。
- 2013年年底管辖42个车站，分布在沪昆、京九、昌福、南昌西环线及抚江、张塘、张建、丰洛4条支线[5]。
- 2014年12月10日沪昆客运专线南昌西站到杭州东站启用，南昌车务段管辖抚州东-进贤南两站[6]。
- 2014年年底管辖44个车站，分布在沪昆线、沪昆客专、京九线、昌福线4条干线以及抚江、张塘、张建、丰洛4条支线及南昌西环线[7]。

## 所辖车站
- 沪昆线：余江-张家山[8][9]
- 京九线：南昌北[10]，青云谱-南昌南[11][12]，三江镇-新干[13]
- 张塘线，八建线
- 抚江线：抚州北-江边村
- 南昌西环线：生米[14]
- 昌福线：三江镇-南丰[15][16]
- 沪昆高速线：抚州东-进贤南